# Aktivní radarové navádění
Aktivní radarové navádění nebo aktivní radiolokační navádění (anglicky Active radar homing, zkratkou ARH) je jeden ze způsobů navádění řízených střel, zejména ze vzduchu odpalovaných. Na rozdíl od staršího poloaktivního radarového navádění střela obsahuje jak radarový vysílač, tak i přijímač signálu a cíl tak dokáže vyhledat a zničit samostatně a nezávisle na radarech umístěných mimo střelu (v letadle, na pozemním stanovišti, na lodi apod.). Má tak schopnost označovanou jako „vystřel a zapomeň“ (fire-and-forget).
Z aktivního navádění řízených střel (Active Homing) se v praxi používá pouze radiolokační, neboť u jiných zdrojů signálu (např. laserového) nelze zabezpečit trvalé správné nasměřování ozařování cíle.

## Výhody a nevýhody
Výhodou tohoto způsobu navádění je vysoká pravděpodobnost zásahu cíle a zmíněná vlastnost „vystřel a zapomeň“, která umožňuje odpalovací platformě (letadlu, helikoptéře,...) okamžitě opustit prostor, případně se věnovat jiným akcím.
Nevýhodou je jednak velká energetická náročnost a jednak požadavek na rozměr radarové antény. Čím menší cíl, tím větší nároky na výkon vysílače a přesnost vyhodnocení polohy cíle, což si vyžaduje větší anténu. Malé řízené střely tedy aktivní radarový systém navádění prakticky nepoužívají. Používá se zejména u ze vzduchu odpalovaných protiletadlových (vzduch-vzduch), protizemních a protilodních (vzduch-země) střel. 

Řízené střely však mohou kombinovat více způsobů navádění, přičemž aktivní radarové může být využito v závěrečné fázi letu.

## Radioelektronický boj
Řízené střely jsou samozřejmě jedním z cílů radioelektronického boje (např. letadla jsou vybavena zařízeními zvanými elektronická protiopatření, Electronic CounterMeasures, ECM), obsahují proto elektronická ochranná opatření (Electronic Protective Measures (EPM) nebo též Electronic Counter-CounterMeasures (ECCM), elektronická proti-protiopatření), v podstatě zařízení proti rušení signálu.

## Příklady
- AIM-120 AMRAAM – americká střela vzduch-vzduch středního doletu
- AGM-88 HARM – protiradarová americká střela vzduch-země (pouze verze E a G)
- R-77 – ruská střela vzduch-vzduch středního doletu